# Biharkeresztes
Biharkeresztes es una ciudad en el condado de Hajdú-Bihar, en la región de la Gran Llanura del Norte en el este de Hungría.

## Geografía
Tiene una superficie de 49,26 kilómetros cuadrados y una población de 3 853 personas (2024).